# Принц Барін
Принц Барін (англ. Prince Barin) — персонаж сюжетів про Флеша Гордона. Він є королем регіону Монго під назвою Арборія. Барін стає одним із найкращих друзів Флеша та глибоко закоханий у принцесу Ауру. Своєю зовнішністю Барін нагадує персонажа Робіна Гуда.
Барін регулярно з'являється в коміксах «Флеша Гордон», ставши правителем Монго після повалення Міна.

## В інших медіа
У серіалі «Флеш Гордон» 1936 року принца Баріна вперше зіграв Річард Александр. Він повторив ту саму роль у продовженні фільму «Подорож Флеша Гордона на Марс» 1938 року. У сиквелі 1940 року «Флеш Гордон завойовує Всесвіт» цю роль зіграв Роланд Дрю.
в мультсеріалі Filmation 1979 року принца Баріна озвучив Алан Оппенгеймер. Тут Барін зображений як майстерний стрілець з лука, озброєний стрілами, що вкривають кригою будь-який предмет, в який вони влучають. Його місто-фортеця в Арборії є високорозвиненим і майже не поступається за технологіями Мінго-Сіті. Місто захищене оборонним енергетичним щитом і ескадрильями грізних повітряних кораблів, які називаються Винищувачами Листя. Барін також використовує гігантську бурильну машину, схожу на танк, під назвою «Меха-Крот».
К фільмі «Флеш Гордон» 1980 року, який продюсував Діно Де Лаурентіс, принца Баріна зіграв Тімоті Далтон. Принц стає спадкоємцем престолу Монго, але злий Мін Безжальний викрадає трон. Баріна заслано на лісовий місяць Арборія. Він закоханий у доньку Міна, принцесу Ауру. Тому вона вирішує сховати у принца Флеша після того, як врятувала його від страти. Ревнуючи Ауру до Флеша, він намагається вбити його, але їх хапають Яструби і змушують битися. Після того, як Флеш рятує Баріна від загибелі під час бою, Принц стає його союзником. Його разом із Зарковим засуджують до страти, але Аура звільняє їх. Зрештою, принц об'єднує зусилля з Флешем Гордоном, Дейлом Арденом, доктором Гансом Зарковим і принцом Вултаном Яструбиних Людей, щоб скинути Міна, і врешті-решт стає фактичним правителем Монго, а Вултана призначає лідером їх армій.
в телесеріалі «Флеш Гордон» 2007 року принца Баріна зіграв Стів Бачич. Хоча в якийсь момент Мін планує шлюб між Баріном та Аурою, вони зневажають одне одного, і весілля скасовується після замаху Баріна на Міна. Баріна вдається врятувати від страти, коли Флеш організовує фальшиве пророцтво про те, що вбивство Баріна поставить під загрозу правління Міна.